# Łoskajmy (gmina Sępopol)
Łoskajmy (niem. Looskeim) – osada w Polsce położona w województwie warmińsko-mazurskim, w powiecie bartoszyckim, w gminie Sępopol.
W latach 1975–1998 miejscowość administracyjnie należała do województwa olsztyńskiego.